# Hal Douglas
Pour les articles homonymes, voir Douglas.
Hal Douglas (né le 12 janvier ou le 1er septembre 1924 et mort le 7 mars 2014) est un acteur américain connu des anglophones pour sa voix profonde utilisée dans de nombreuses bandes-annonces de films ou de publicités pour la télévision américaine.
Un attaché de presse de Miramax a dit de lui qu'il « avait peut-être la voix utilisée dans les bandes-annonces la plus reconnaissable du métier ».
Sa voix est proche et souvent confondue avec celle de Don LaFontaine, l'acteur le plus réputé du métier aux États-Unis.
Hal Douglas est connu dans le milieu comme étant M. « In a world... » (« dans un monde »...), dans la mesure où il a fait commencer plusieurs de ses bandes-annonces par ces mots.
On a pu le voir s'auto-parodier dans la bande annonce du film Comedian de Jerry Seinfeld (2002).